# Маріонвілл (Міссурі)
Маріонвілл (англ. Marionville) — місто (англ. city) в США, в окрузі Лоуренс штату Міссурі. Населення — 2054 особи (2020).

## Географія
Маріонвілл розташований за координатами 37°0′8″ пн. ш. 93°38′8″ зх. д. / 37.00222° пн. ш. 93.63556° зх. д. (37.002203, -93.635600).  За даними Бюро перепису населення США в 2010 році місто мало площу 4,55 км², з яких 4,55 км² — суходіл та 0,00 км² — водойми.

## Демографія
Згідно з переписом 2010 року, у місті мешкало 2225 осіб у 900 домогосподарствах у складі 587 родин. Густота населення становила 489 осіб/км².  Було 1018 помешкань (224/км²).
Расовий склад населення:
| - 96,3 % — білих - 0,4 % — корінних американців - 0,4 % — азіатів |

До двох чи більше рас належало 2,6 %. Частка іспаномовних становила 1,5 % від усіх жителів.
За віковим діапазоном населення розподілялося таким чином: 24,4 % — особи молодші 18 років, 52,6 % — особи у віці 18—64 років, 23,0 % — особи у віці 65 років та старші. Медіана віку мешканця становила 40,5 року. На 100 осіб жіночої статі у місті припадало 84,0 чоловіків;  на 100 жінок у віці від 18 років та старших — 80,5 чоловіків також старших 18 років.
Середній дохід на одне домашнє господарство  становив 32 669 доларів США (медіана — 28 438), а середній дохід на одну сім'ю — 35 968 доларів (медіана — 32 313). Медіана доходів становила 29 732 долари для чоловіків та 21 860 доларів для жінок. За межею бідності перебувало 24,7 % осіб, у тому числі 38,6 % дітей у віці до 18 років та 12,9 % осіб у віці 65 років та старших.
Цивільне працевлаштоване населення становило 798 осіб. Основні галузі зайнятості: освіта, охорона здоров'я та соціальна допомога — 35,0 %, роздрібна торгівля — 15,9 %, виробництво — 15,2 %.